# Peer Gynt (film 1934)
Peer Gynt è un film del 1934 diretto da Fritz Wendhausen.
Basato sul poema drammatico del 1867 di Henrik Ibsen, racconta la vita avventurosa e dai risvolti fantastici del suo protagonista - interpretato da Hans Albers - dei suoi viaggi e della sua personale ricerca del senso della vita.

## Produzione
Le riprese in esterni del film, prodotto dalla Bavaria Film, furono girate al Cairo, a Londra, in Norvegia, in Africa e al porto di Amburgo.
Per il sonoro, venne utilizzato il sistema monofonico Tobis-Klangfilm.

### Musica
Nun Muss Ich Fort, Ade Mein Kind

Musica di Giuseppe Becce, parole di Hedy Knorr

Eseguita da Hans Albers accompagnato dalla Odeon Filmorchester diretta da Giuseppe Becce.
Oltre alle musiche di Becce, per il film furono usati anche brani delle musiche di Edvard Grieg. Il compositore norvegese aveva, fra il 1874 e il 1875, composto per il teatro una partitura musicale richiestagli da Ibsen come musica di scena per il suo poema drammatico. In seguito, Grieg ne aveva ricavato due suite sinfoniche per orchestra.

## Distribuzione
Distribuito dalla Bayerische Film, il film uscì nelle sale il 17 dicembre 1934.